# Prix Gabrielle-Sand
Le prix Gabrielle-Sand aussi appelé prix Gabrielle Sand et Guido Triossi est un prix de mathématiques de l'Académie des sciences française, prix également doté par les fondations Petit d’Ormoy, Carrière, Triossi (créées en 1875,  en 1932 et en 1943) . Il est doté de 1 500 €. C'est un prix en général triennal.

## Lauréats
- 2020 : Olivier Schiffmann, directeur de recherche CNRS au Laboratoire de mathématiques d'Orsay (CNRS/Université Paris-Saclay)[2].
- 2017 : Philip Boalch, directeur de recherche au Centre national de la recherche scientifique, département de mathématiques à la faculté des sciences d’Orsay[3]
- 2013 : Frédéric Klopp, professeur à l'université Pierre et Marie Curie, Institut de mathématique de Jussieu.
- 2011 : Marie-Claude Arnaud-Delabrière, professeur à l’université d'Avignon, département de mathématiques, laboratoire d'analyse non linéaire et géométrie.
- 2007 : Nalini Anantharaman , alors chargée de recherche au Centre national de la recherche scientifique au Centre de mathématiques Laurent-Schwartz à l'École polytechnique à Palaiseau, professeur au laboratoire de mathématiques d'Orsay (CNRS/Université Paris-Sud)[4].
- 2003 : Damien Gaboriau, chargé de recherche au Centre national de la recherche scientifique l'unité de mathématiques de l'École normale supérieure de Lyon.
- 1999 : Pierre Colmez, directeur de recherche au Centre national de la recherche scientifique à l'Institut de mathématique de Jussieu.